# Cyrtandra sororia
Cyrtandra sororia är en tvåhjärtbladig växtart som beskrevs av Rudolf Schlechter. Cyrtandra sororia ingår i släktet Cyrtandra och familjen Gesneriaceae. Inga underarter finns listade i Catalogue of Life.